# 後北條氏
後北條氏是日本關東地方的氏族，特別活躍於日本戰國時代，由於與鎌倉時代的執權北條氏沒有直接的血緣關係，故特此區分，或以居城為名，被稱為小田原北條氏，原姓伊勢。家紋與北條氏一樣，同樣為三塊鱗（形狀稍有不同）。

## 發展
原為京都的御家人的伊勢宗瑞（即北條早雲），因為個人問題辭職，後來來到了東海地區大名今川氏的領地，因為宗瑞解決了今川家內部的問題，宗瑞自此獲得了領地最初的本據城為興國寺城，後來開始向關東相模地區侵略，1495年奪取了大森氏小田原城，確立了他們的根據地，宗瑞時代，已經將整個相模統一。第二代北條氏綱將姓氏改姓北條。此後，消滅了不少傳統守護代的勢力，北條氏曾經與武田軍、上杉軍還有里見軍經交戰，北條氏的領地多由關東地區，主要由東擴張，版圖最大的時期，擁有了相模、伊豆、武藏、下總和上野，此外還擁有一部分的下野、駿河、甲斐和常陸的領土。
不過在1589年，因為名胡桃城奪取事件，導致惹來秀吉的不滿，後北條氏決定向豐臣秀吉抗戰（小田原之戰），不過最終1590年7月開城投降，氏直雖沒被處死，但是被流放到高野山，失去了大名的資格，一年後在高野山病死。原本打算讓氏直復歸大名的計劃被迫取消。

## 江戶時代的後北條氏
當中，北條氏規在小田原之戰時向豐臣軍投降，擁有七千石的領地，嫡男北條氏盛擁有四千石，關原之戰前，氏規病死一個月後，家康承認他與其父的七千石的領地，合共1萬1千石，自此成為狹山藩（今大阪府大阪狹山市）的藩主，直到幕府，子孫仍然擁有該藩的內政權。明治時代更新華族的身分成為了子爵。
此外北條氏邦（氏政之弟）的義子北條直定成為德川家的家臣，成為了紀州德川家的藩士。氏直之弟直重成為了阿波國蜂須賀家政的家臣，後來姓氏改回伊勢。
除了狹山藩的藩主，後北條氏子孫曾成為大名，北條綱成兒子北條氏長的兒子北條氏勝成為了岩富藩的大名，後來義弟北條氏重繼承，經過了多次調藩以後，最終成為了掛川藩三萬石的大名。但是因為沒有子孫的繼承，領地被迫改易。近親北條氏長被幕府以500石登用。後來成為了4千石的旗本。

## 北條氏主要人物
- 北條早雲（伊勢宗瑞） - 【第一代領主】
- 北條氏綱 - 【第二代領主】
- 北條氏時 - 宗瑞次男，初代玉繩城主。

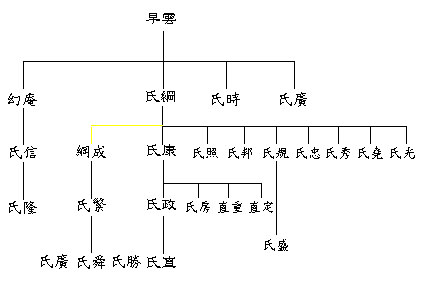
此圖為後北條氏戰國時代主要家系的圖譜，黃線為養子。

- 北條氏廣 （葛山氏廣） - 宗瑞三男，繼嗣葛山家。
- 北條幻庵 - 宗瑞四男。
- 北條氏康 - 【第三代領主】 氏綱長男。
- 北條綱高 （高橋綱種） - 氏綱養子，高橋高種之子。（生母為宗瑞之女）
- 北條綱成 - 氏綱婿養子，繼承為昌的玉繩城及宗嗣。（玉繩北條家）
- 北條為昌 - 氏綱三男，玉繩城城主。
- 北條氏堯 - 氏綱四男。
- 北條氏政 - 【第四代領主】氏康次男（因長男早夭而繼為嫡子）。
- 北條氏照 （大石氏照） - 氏康三男，繼嗣大石家。
- 北條氏邦 （藤田氏邦） - 氏康四男，繼嗣藤田家。
- 北條氏規 - 氏康五男。
- 北條氏忠 （佐野氏忠）-　氏康六男，繼嗣佐野家。
- 北條三郎 （上杉景虎） - 氏康八男，後來成為了上杉謙信的養子。
- 北條氏光 - 氏康九男。
- 北條氏直 - 【第五代領主】，氏政次男（因長男早夭而繼為嫡子）。
- 太田源五郎 - 氏政三男，本名無從考據，只記載繼嗣武藏太田家。
- 北條氏房 - 氏政四男，繼嗣武藏太田家，一說與太田源五郎是同一人。
- 北條直重 （千葉直重） - 氏政五男，繼嗣下總千葉家。
- 北條直定 - 氏政六男。
- 北條氏繁 - 綱成長男。
- 北條氏舜 - 氏繁長男。
- 北條氏勝 - 氏繁次男。
- 北條氏成（直重） - 氏繁三男。
- 千葉直胤（北條直胤） - 氏繁四男（繼嗣武蔵千葉氏）
- 北條繁廣 - 氏繁五男
- 北條氏次 - 氏直嫡子，後北條氏衰沒之後流落仙台。

## 主要家臣
| - 御宿氏 - 松田氏 - 風魔氏 - 笠原氏 - 大道寺氏 - 遠山氏 - 富永氏 - 上田氏 - 成田氏 - 宇野氏 - 梶原氏 - 愛蘇氏 - 大石氏 - 中山氏 - 下總原氏 - 海保氏 - 玉繩北條氏 | 御由緒家 - 大道寺重時 - 大道寺盛昌 - 大道寺政繁 - 大道寺直次 - 多目元忠 御家中眾 - 伊勢貞辰 - 伊勢貞運 - 小笠原元續 - 小笠原康廣 - 小笠原長房 江戶眾←伊豆眾 - 遠山直景 - 遠山綱景 - 遠山政景 - 遠山康光 - 富永直勝 江戶眾 - 太田資高 - 太田康資 氏邦眾 - 猪俣邦憲 | 小田原眾 - 松田盛秀 - 松田憲秀 - 松田秀治 - 松田康長 - 松田康鄉 - 板部岡江雪齋 御馬廻眾 - 石卷家貞 - 石卷康保 - 石卷康敬 伊豆眾 - 清水康英 - 清水太郎左衛門尉 - 笠原信為 - 笠原康勝 - 笠原政堯 - 笠原康明 - 笠原綱信 - 富永政家 津久井眾 - 內藤綱秀 | 松山眾 - 垪和氏續 - 垪和康忠 - 上田朝直 - 上田憲定 - 狩野泰光 玉繩眾 - 北條氏繁 - 福島勝廣（北條綱房） 御馬廻眾 - 山角康定 - 山角定勝 足輕眾 - 大藤信基（根來金石齋） - 大藤秀信 - 大藤政信 - 北條綱高 - 安藤良整 - 狩野介 - 大草康盛 - 伊東政世 - 師岡將景 - 御宿勘兵衛 - 宇田川喜兵衛 | 水軍 - 梶原景宗 忍者 - 風魔小太郎 北條氏照家臣 - 近藤綱秀 - 中山家範 影響下 - 吉良氏朝 - 吉良賴康 - 江戶賴忠 - 江戶朝忠 - 由良成繁 - 由良國繁 - 成田長泰 - 成田氏長 - 成田長忠 - 大石定久 - 藤田康邦 |

## 主要根據地
居城
- 興國寺城：今川氏分封給早雲的城池。
- 韮山城：早雲攻略相模國時代在伊豆國的本據城。
- 小田原城：自佔領相模國後成為了後北條氏的本據城。

主要支城
- 【相模】

　■ 玉繩城　■ 河村城　■ 三崎城　■ 津久井城
- 【伊豆】

　■ 山中城　■ 下田城　
- 【武藏】

　■ 江戶城　■ 瀧山城　■ 八王子城　■ 鉢形城　■ 岩槻城(岩付城)　■ 川越城(河越城)
　■ 天神山城　■ 松山城　■ 忍城　■ 小机城
- 【上野】

　■ 平井城　■ 厩橋城　■館林城
- 【下總】

　■ 臼井城　■ 関宿城　■ 佐倉城(本佐倉城)　■ 矢作城　■ 助崎城　■ 小金城　■ 守谷城　■ 坂田城
- 【上總】

　■ 土氣城　■ 東金城　■ 庁南城
- 【常陸】

　■ 府川城　■ 江戸崎城　■ 牛久城　■ 足高城

## 明治時代及以後的主要後代
- 北條浩 第四代創價學會會長。